# Trofeo Laigueglia
Il Trofeo Laigueglia è una corsa in linea maschile di ciclismo su strada, che si disputa nei pressi di Laigueglia in Liguria, ogni anno tra il mese di febbraio e quello di marzo, ed è una delle cosiddette classiche di primavera. Ha fatto parte del circuito UCI Europe Tour, mentre dal 2020 è stata inserita nel circuito UCI ProSeries.

## Storia

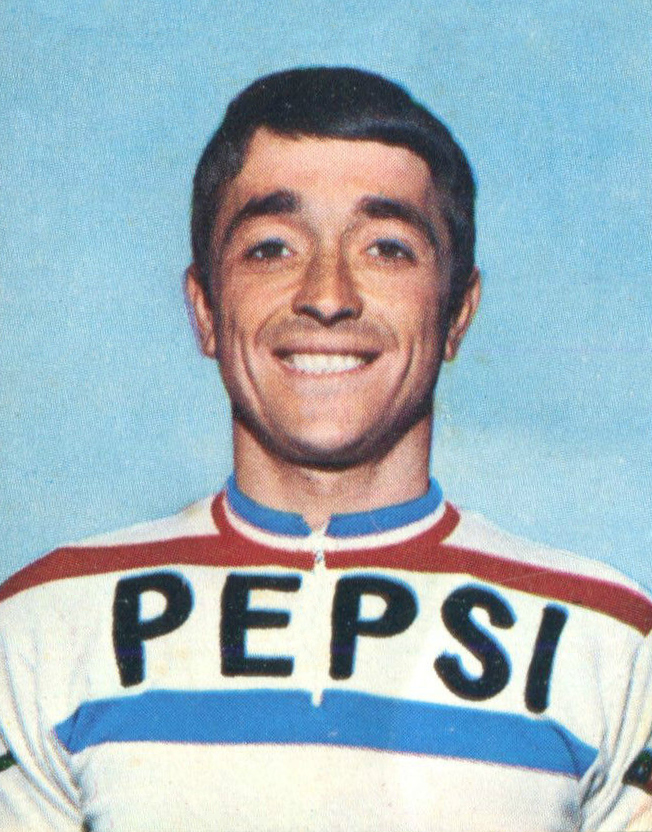
Michele Dancelli, vincitore della quinta e settima edizione del Laigueglia

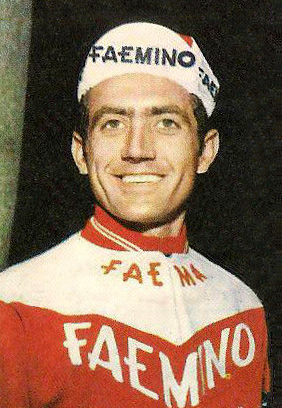
Italo Zilioli, tre volte secondo al Giro d'Italia, si aggiudicò la corsa nel 1971

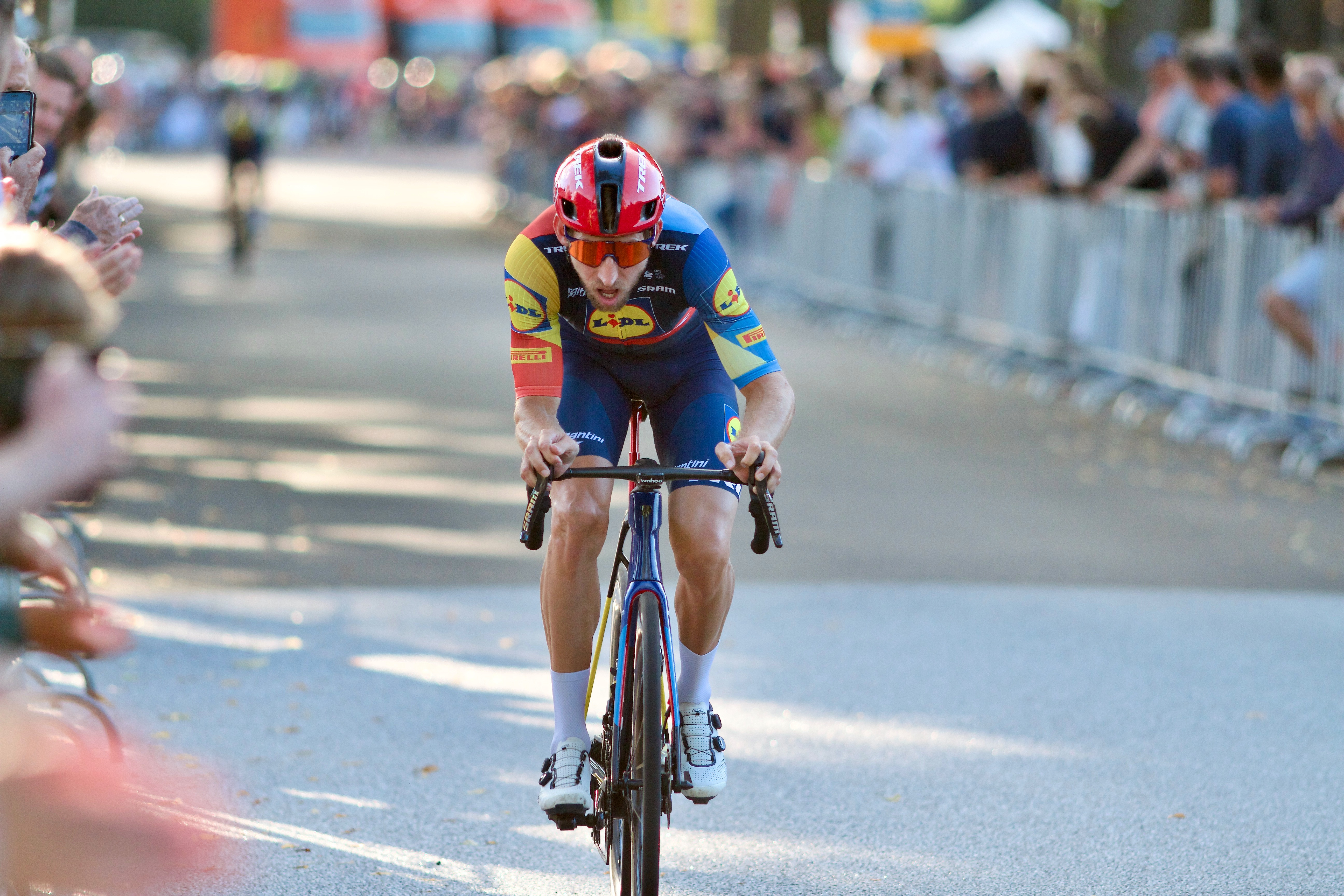
Bauke Mollema, vincitore per distacco dell'edizione 2021

L'idea della corsa nasce nel 1963, quando l’Azienda Autonoma di Cura, Soggiorno e Turismo, presieduta da Giancarlo Garassino aveva l'intento di proporre eventi che attirassero i turisti anche nei mesi primaverili, in mancanza del turismo estivo. Un socio, Luigi Agnelotti avendo come ospite il dirigente sportivo Pino Villa (ex direttore sportivo di Charly Gaul) propose insieme a quest’ultimo di istituire la gara di inaugurazione della stagione ciclistica, proposta accolta dall’allora sindaco Giuseppe Giuliano e dallo stesso Garassino.
Dopo alcuni mesi di preparazione nel 1964 prese il via il primo Trofeo Laigueglia vinto da Guido Neri; la corsa attirò una folla numerosa, e Tuttosport titolò “Qui Laigueglia buongiorno ciclismo”.
Fin dai primi anni ebbe vincitori di rilievo, con corridori quali Franco Bitossi e Michele Dancelli; nel 1971 vi fu la vittoria in solitaria di Italo Zilioli, che staccò gli inseguitori Mauro Simonetti, Wladimiro Panizza ed Eddy Merckx, il quale, dopo essere stato battuto in volata nel 1972, si aggiudicò la corsa per le due edizioni successive. Nel 1975 fu la volta di Gianbattista Baronchelli che vinse per distacco., dopodiché, grazie ai successi di corridori di spessore quali Roger De Vlaeminck, Freddy Maertens e Knut Knudsen, la gara crebbe di prestigio, e si affermò come primo evento significativo del calendario ciclistico. 
Nel 1981, sotto la nuova direzione di Bruno Zanoni, si ebbero le vittorie di Giuseppe Saronni (1981) e di Pierino Gavazzi (1989), dopodiché, l'ex corridore decise di abbandonare la guida della corsa.
Nel 1995 ad aggiudicarsi la corsa fu lo specialista di classiche Johan Museeuw, e nel 1997 il successo fu di Michele Bartoli.
Dal 2001, la corsa viene organizzata dal GS Emilia, e ha come direttore l'ex ciclista e organizzatore di gare Adriano Amici..Il 2003, il primo anno con l'inserimento della salita di Colla Micheri, vide la vittoria di Filippo Pozzato, che si ripeté nel 2004 e nel 2013; dal 2010 è stato inserito il passaggio di Testico, da allora presente in tutte le edizioni della corsa;  
Dal 2020, l'aumento della pendenza e delle difficoltà della corsa hanno portato alla vittoria passisti-scalatori quali Giulio Ciccone e Bauke Mollema, mentre nel 2024 vi fu il successo del francese Lenny Martinez, che, partito come gregario del ciclocrossista Romain Grégoire, riuscì a sorpresa ad aggiudicarsi la vittoria.

## Percorso
La sede di partenza e di arrivo della competizione è posta nella località di Laigueglia. Il percorso, molto accidentato anche se non presenta salite di lunghezza o pendenza rilevanti, vede spesso il suo punto chiave nella scalata a Testico e negli ultimi anni nella nuova salita di Colla Micheri all'interno del comune di Laigueglia.

## Vincitori
Tra i plurivincitori della corsa ci sono Filippo Pozzato con tre successi, seguito da Michele Dancelli, Eddy Merckx, Franco Bitossi, Pierino Gavazzi, Francesco Ginanni e Moreno Moser con due.

## Albo d'oro
Aggiornato all'edizione 2025.
| Anno | Vincitore                | Secondo                  | Terzo                |
| ---- | ------------------------ | ------------------------ | -------------------- |
| 1964 | Guido Neri               | Antonio Bailetti         | Vincenzo Meco        |
| 1965 | Marino Vigna             | Luciano Galbo            | Vito Taccone         |
| 1966 | Antonio Bailetti         | Flaviano Vicentini       | Graziano Battistini  |
| 1967 | Franco Bitossi           | Luciano Armani           | Jan Janssen          |
| 1968 | Michele Dancelli         | Luciano Armani           | Leo Duyndam          |
| 1969 | Claudio Michelotto       | Eddy Merckx              | Franco Bitossi       |
| 1970 | Michele Dancelli         | Cyrille Guimard          | Emilio Casalini      |
| 1971 | Italo Zilioli            | Mauro Simonetti          | Wladimiro Panizza    |
| 1972 | Wilmo Francioni          | Eddy Merckx              | Roger De Vlaeminck   |
| 1973 | Eddy Merckx              | Roger De Vlaeminck       | Leif Mortensen       |
| 1974 | Eddy Merckx              | Enrico Paolini           | Felice Gimondi       |
| 1975 | Gianbattista Baronchelli | Christian Debuysschere   | Roger De Vlaeminck   |
| 1976 | Franco Bitossi           | Gianbattista Baronchelli | Joseph Borguet       |
| 1977 | Freddy Maertens          | Giuseppe Saronni         | Bernt Johansson      |
| 1978 | Knut Knudsen             | Dino Porrini             | Francesco Moser      |
| 1979 | Pierino Gavazzi          | Giuseppe Saronni         | Francesco Moser      |
| 1980 | Roger De Vlaeminck       | Giuseppe Martinelli      | Francesco Moser      |
| 1981 | Giuseppe Saronni         | Pierino Gavazzi          | Roger De Vlaeminck   |
| 1982 | Theo de Rooij            | Mario Noris              | Wladimiro Panizza    |
| 1983 | Claudio Torelli          | Gregor Braun             | Willy Vigouroux      |
| 1984 | Giuseppe Petito          | Johan van der Velde      | Claudio Torelli      |
| 1985 | Ron Kiefel               | Vittorio Algeri          | Gilbert Glaus        |
| 1986 | Mauro Longo              | Giuseppe Calcaterra      | Roberto Pagnin       |
| 1987 | Gilbert Glaus            | Valerio Piva             | Wladimiro Panizza    |
| 1988 | Paolo Cimini             | Stefano Allocchio        | Alessio Di Basco     |
| 1989 | Pierino Gavazzi          | Marco Vitali             | Silvio Martinello    |
| 1990 | Rolf Sørensen            | Giovanni Fidanza         | Bruno Leali          |
| 1991 | Pascal Richard           | Giuseppe Petito          | Gérard Rué           |
| 1992 | Sammie Moreels           | Andrea Ferrigato         | Frédéric Moncassin   |
| 1993 | Lance Armstrong          | Stefano Della Santa      | Leonardo Sierra      |
| 1994 | Rolf Sørensen            | Andrea Chiurato          | Evgenij Berzin       |
| 1995 | Johan Museeuw            | Stefano Zanini           | Fabio Baldato        |
| 1996 | Frank Vandenbroucke      | Rodolfo Massi            | Michele Coppolillo   |
| 1997 | Michele Bartoli          | Francesco Frattini       | Francesco Casagrande |
| 1998 | Pascal Chanteur          | Eddy Mazzoleni           | Paolo Bettini        |
| 1999 | Paolo Savoldelli         | Andrea Ferrigato         | Davide Rebellin      |
| 2000 | Daniele Nardello         | Giuseppe Petito          | Andrej Kivilëv       |
| 2001 | Mirko Celestino          | Daniele Nardello         | Davide Rebellin      |
| 2002 | Danilo Di Luca           | Eddy Mazzoleni           | Serge Baguet         |
| 2003 | Filippo Pozzato          | Fabio Sacchi             | Fabio Baldato        |
| 2004 | Filippo Pozzato          | Lorenzo Bernucci         | Romāns Vainšteins    |
| 2005 | Kim Kirchen              | Franco Pellizotti        | Paolo Tiralongo      |
| 2006 | Alessandro Ballan        | Steve Cummings           | Rinaldo Nocentini    |
| 2007 | Michail Ignat'ev         | Mirco Lorenzetto         | Filippo Pozzato      |
| 2008 | Luca Paolini             | Daniele Pietropolli      | Maximiliano Richeze  |
| 2009 | Francesco Ginanni        | Filippo Pozzato          | Enrico Rossi         |
| 2010 | Francesco Ginanni        | Francesco Gavazzi        | Daniele Pietropolli  |
| 2011 | Daniele Pietropolli      | Simone Ponzi             | Ángel Vicioso        |
| 2012 | Moreno Moser             | Miguel Ángel Rubiano     | Matteo Montaguti     |
| 2013 | Filippo Pozzato          | Francesco Reda           | Mauro Santambrogio   |
| 2014 | José Serpa               | Patrik Sinkewitz         | Andrea Pasqualon     |
| 2015 | Davide Cimolai           | Francesco Gavazzi        | Aleksej Catevič      |
| 2016 | Andrea Fedi              | Sonny Colbrelli          | Grega Bole           |
| 2017 | Fabio Felline            | Romain Hardy             | Mauro Finetto        |
| 2018 | Moreno Moser             | Paolo Totò               | Matteo Busato        |
| 2019 | Simone Velasco           | Nicola Bagioli           | Matteo Sobrero       |
| 2020 | Giulio Ciccone           | Biniam Girmay            | Diego Rosa           |
| 2021 | Bauke Mollema            | Egan Bernal              | Mauri Vansevenant    |
| 2022 | Jan Polanc               | Juan Ayuso               | Alessandro Covi      |
| 2023 | Nans Peters              | Andrea Vendrame          | Alessandro Covi      |
| 2024 | Lenny Martinez           | Andrea Vendrame          | Juan Ayuso           |
| 2025 | Juan Ayuso               | Christian Scaroni        | Michael Storer       |

### Vittorie per nazione
Aggiornato all'edizione 2025.
| Pos | Paese       | Vittorie |
| --- | ----------- | -------- |
| 1   | Italia      | 38       |
| 2   | Belgio      | 7        |
| 3   | Francia     | 3        |
| 4   | Danimarca   | 2        |
| 4   | Paesi Bassi | 2        |
| 4   | Stati Uniti | 2        |
| 4   | Svizzera    | 2        |
| 8   | Colombia    | 1        |
| 8   | Lussemburgo | 1        |
| 8   | Norvegia    | 1        |
| 8   | Russia      | 1        |
| 8   | Slovenia    | 1        |
| 8   | Spagna      | 1        |

| N. | Ciclista          | Anni             |
| -- | ----------------- | ---------------- |
| 3  | Filippo Pozzato   | 2003, 2004, 2013 |
| 2  | Michele Dancelli  | 1968, 1970       |
| 2  | Eddy Merckx       | 1973, 1974       |
| 2  | Franco Bitossi    | 1967, 1976       |
| 2  | Pierino Gavazzi   | 1979, 1989       |
| 2  | Francesco Ginanni | 2009, 2010       |
| 2  | Moreno Moser      | 2012, 2018       |